# The Blessed Hellride
The Blessed Hellride es el cuarto álbum de estudio de la banda de heavy metal estadounidense Black Label Society, publicado el 22 de abril de 2003 por Spitfire Records. El músico británico Ozzy Osbourne aparece como cantante invitado en la canción "Stillborn", aunque su relación laboral con Sony Records no permitió que se incluyera su nombre en los créditos del álbum.

## Lista de canciones
Todas escritas por Zakk Wylde.
1. "Stoned and Drunk" – 5:02
2. "Doomsday Jesus" – 3:30
3. "Stillborn" (Con Ozzy Osbourne) – 3:15
4. "Suffering Overdue" – 4:29
5. "The Blessed Hellride" – 4:32
6. "Funeral Bell" – 4:41
7. "Final Solution" – 4:04
8. "Destruction Overdrive" – 3:01
9. "Blackened Waters" – 3:56
10. "We Live No More" – 4:02
11. "Dead Meadow" – 4:30
12. "F.U.N." (Bonus Track de la edición japonesa) - 2:58

## Créditos
- Zakk Wylde – voz, guitarras, bajo, piano
- Craig Nunenmacher – batería